# Богданов, Анатолий Петрович
Анато́лий Петро́вич Богда́нов (1 [13] октября 1834, Нижнедевицкий уезд, Воронежская губерния — 16 [28] марта 1896, Москва) — русский зоолог, антрополог, историк зоологии, один из основателей российской антропологии, основатель первых антропологических учреждений в России, популяризатор естественных наук, член-корреспондент Петербургской академии наук (1890), профессор Московского университета (с 1867). Тайный советник (1887).

## Биография
Родителей не знал (настоящая его фамилия неизвестна — он был подкидышем), воспитывался княгиней Г. Н. Кейкуатовой, матерью неженатого князя Василия Николаевича Кейкуатова (1810 — ок. 1870), служившего окружным начальником Палаты государственных имуществ в Нижнедевицком уезде). Также неизвестна точная дата его рождения; кроме даты 1 октября источники указывают 10 октября 1834 года.
Среднее образование получил в Воронежской гимназии, которую окончил с серебряной медалью в 1851 году, после чего поступил на физико-математический факультет Московского университета, на отделение естественных наук. В 1855 году окончил курс кандидатом и получил серебряную медаль за сочинение по геологии. В 1856 году выдержал магистерские экзамены и в 1856—1857 годах состоял преподавателем в земледельческой школе Императорского общества сельского хозяйства. В 1857 году отправился за свой счёт за границу.
В 1858 году Богданов защитил диссертацию на степень магистра зоологии на тему «О цветности пера птиц» и был назначен исправляющим должность адъюнкта на кафедре зоологии в Московском университете. В 1859 году он совершил вторую поездку за границу для осмотра зоологических садов и музеев Берлина, Лейдена, Брюсселя, Лондона и Парижа; в 1860 году утверждён адъюнктом, с 1863 года — исправляющий должность экстраординарного профессора.
В 1865—1866 годах производил раскопки курганов в Московской губернии и написал докторскую диссертацию «О московском курганном племени» и в 1867 году был назначен ординарным профессором и получил звание почётного доктора; в 1868 году вновь осматривал зоологические музеи и сады Голландии, Бельгии, Англии, Франции и Италии и работал в Гессене и Неаполе; в заграничной поездке в 1873 году работал в Виллафранке и неаполитанской зоологической станции, осматривал зоологические учреждения в Лондоне, Гамбурге, Копенгагене, Стокгольме и Уппсале; в поездке 1878 года — в Германии и Франции.
В 1883 году А. П. Богданов получил звание заслуженного профессора Московского университета; в 1887 — знакомился с музеями и лабораториями многих городов Германии, Австрии, Швейцарии, Бельгии, Голландии и Франции. В 1889 году был командирован Обществом любителей естествознания и акклиматизации на Всемирную выставку в Париже и для присутствия на международном конгрессе доисторической антропологии и археологии, а также для присутствия на международном конгрессе по зоологии.
В Московском университете А. П. Богданов впервые организовал лабораторные занятия на своей кафедре — так называемый Зоологический практикум. Его научную школу (Д. Н. Анучин, Л. С. Берг, С. А. Зернов, В. А. Вагнер, Н. В. Насонов, Н. М. Кулагин, А. А. Коротнев, В. Н. Ульянин, Г. А. Кожевников, П. И. Митрофанов, Н. Ю. Зограф, В. М. Шимкевич и др.) справедливо считали «рассадником» зоологов для всей России. За почти 40 лет преподавательской деятельности Богданов оставил множество учеников, среди которых три академика: Н. В. Насонов, В. М. Шимкевич и Н. М. Кулагин.
По инициативе Богданова были организованы:
- Комитет акклиматизации животных при Императорском московском обществе сельского хозяйства, где он и был первым учёным секретарём с 1856—1858 г.,
- Императорское общество любителей естествознания, антропологии и этнографии, президентом которого состоял с 1886 года,
- Русская ассоциация для развития наук — учреждена на VIII съезде русских естествоиспытателей и врачей в 1889—1890 году.

А. П. Богданов состоял членом более 30 учёных обществ, русских и иностранных. В феврале 1870 года был утверждён в чине статского советника. После награждения в августе 1872 года орденом Св. Владимира 3-й степени за труды по подготовке Политехнической выставки, подал, в 1873 году, прошение о внесении его вместе с семейством в дворянскую родословную книгу московской губернии и был внесён в 3-ю часть книги.
С 1863 года заведовал зоологическим музеем, с 1872 года был директором отдела прикладной зоологии в Московском музее прикладных знаний и директором Комитета шелководства. По зоологии Богданов напечатал около 30 частью специальных, частью популярных работ, по антропологии более 40, не считая мелких статей и докладов. Из работ, имеющих целью популяризацию, особенно следует отметить «Зоологию» и «Зоологическую хрестоматию» 1865—1867, а также «Медицинскую зоологию», первый том которой появился в 1883 году. В 1888 году Богданов начал издавать в «Известиях Императорского общества любителей естествознания» — «Материалы для истории научной и прикладной деятельности в России по зоологии и соприкасающимся с нею отраслям знания, преимущественно за последнее тридцатипятилетие» (1850—1887). Продолжение этого издания вышло в 1889 году, третий том в 1891 году. Кроме того, под редакцией Богданова были переведены на русский язык некоторые важные учебники и учебные пособия, как например, «Protozoa» и «Coelenterata» Бронна, «Сравнительно-анатомические таблицы» Каруса и др.

«Московский университет в истории просвещения России делал то же дело, какое делали первые поселенцы в девственных лесах и диких странах: он подготовлял первоначальные примеры российского университетского образования»— А. П. Богданов
В своих антропологических работах А. П. Богданов указывал на принципиальное различие единиц расовой систематики и лингвистической и этнической категорий. Выступал с критикой теорий расизма и полигенизма.
Умер 16 (28) марта 1896 года в Москве.

## Награды (неофициальные)
- Серебряная медаль Императорского общества сельского хозяйства (за научные заслуги)
- Две больших золотых медали Императорского общества любителей естествознания, антропологии и этнографии (за организацию Этнографической и Политехнической выставок)
- Золотая медаль Императорского общества садоводства (за организацию Политехнической выставки)
- Золотая медаль Императорского общества акклиматизации (за организацию Комитета акклиматизации и за инициативу по созданию Зоологического сада в Москве)

## Основные работы
А. П. Богданову принадлежат крупные работы по зоологии и её истории:
- «Цветность пера птиц», 1858;
- «Медицинская зоология», т. 1—2, 1883—88;
- «Материалы для истории научной и прикладной деятельности в России по зоологии и соприкасающимся с нею отраслям знания, преимущественно за последнее тридцатипятилетие (1850—1888)», т. 1—4 // Известия Общ-ва любителей естествознания, антропологии и этнографии. 1888—1892. Т. 55, 57, 70, 71;
- «Летопись зоологических трудов Общества в первое двадцатипятилетие его существования (1863—1888)». Т. 1. Фаунистические работы Общества / Сост. А. Богданов // Известия Общества любителей естествознания, антропологии и этнографии. 1888. Т. 54; Т. 2. Анатомические и эмбриологические работы Общества // Известия Общества любителей естествознания, антропологии и этнографии. 1890. Т. 59;
- «Лекции по истории зоологии» — не были опубликованы; рукопись хранится в личном фонде Богданова в Архиве РАН в Москве: Архив РАН. Ф. 446. Оп. 1. № 65-67[4]

А. П. Богданов — автор работ по антропологии, посвящённых, главным образом, краниологии древнего населения России:
- «Материалы для антропологии курганного периода в Московской губернии», 1867;
- «О могилах Скифосарматской эпохи в Полтавской губернии и о краниологии скифов», 1880;
- «Меряне в антропологическом отношении», 1879;
- «Черепа и кости людей каменного века…», 1881 (совместно с М. А. Тихомировым) и др.
- Доисторические Тверитяне по курганным раскопкам. Из протоколов антропологической выставки 1879 г.

Переиздания работ
- Богданов А. П. Цветность пера птиц: Биологический очерк. — М.: УРСС, 2012. — 128 с. — (Из наследия естественно-научной мысли: Биология). — ISBN 978-5-397-02770-0.

## Семья
Жена — дочь коллежского асессора Елена Васильевна, из дворянской семьи Полеваевых, помещиков Воронежской губернии. Познакомилась со своим будущим мужем в Воронежской губернии и, встретившись в 1858 году с ним вновь в Москве, дала согласие на брак. Бракосочетание состоялось 19 апреля 1859 года. Посвятила себя семье и воспитанию четверых детей. Умерла в 1916 году в возрасте 75 лет, пережив своего супруга на 20 лет. За три месяца до смерти приняла монашество.
В семье Анатолия Петровича и Елены Васильевны Богдановых родилось четверо детей — трое сыновей и дочь:
- Владимир Анатольевич (1865—1931) — окончил физико-математический факультет Московского университета, преподавал в 1-м реальном училище Москвы. Но в 1914 году окончательно сменил свой жизненный путь, был рукоположён в духовное звание иерея в Успенском соборе. В 1923 году арестован. По возвращении из ссылки в 1924 году жил в Москве, служил в храмах. В 1929 году поселился на окраине Загорска (ныне Сергиев Посад). Вёл аскетичный образ жизни. Умер вскоре после смерти брата Еллия, похоронен на Вознесенском кладбище (позднее прах перенесён на Старое городское кладбище Сергеева Посада).
- Ор[11] Анатольевич (1867—1875) — умер 22 мая 1875 года в возрасте семи лет от тяжёлой болезни. Его смерть стала большой трагедией для всей семьи. По воспоминаниям Еллия Богданова, «первым важным событием в моей жизни является и самое тяжёлое. В 1875 году, когда мне только что исполнилось три года, умер мой брат, необыкновенно развитый и симпатичный мальчик, к которому я успел привязаться, несмотря на мой незначительный возраст.»[12]. Мать Елена Васильевна замкнулась в себе, а через два года была помещена в лечебницу общины «Утоли моя печали», где находилась на попечении сестер до 1884 года.
- Ольга Анатольевна (род. 20.7.1868—дата смерти неизвестна) — писала детские рассказы; замуж не выходила. Целиком посвятила себя изучению творческого наследия своего отца и разбору его архива. Благодаря ей можно прочитать многие рукописи А. П. Богданова, переписанные разборчивым почерком.
- Еллий Анатольевич (1872—1931) был четвёртым и самым младшим ребёнком в семье[10]. Стал одним из основоположников зоотехнии в СССР.

## Комментарии
1. ↑  Музей прикладных знаний открылся в 1872 году на Пречистенке в доме № 32, владельцем которого был Степанов. Музей был организован из коллекции Политехнической выставки 1872 года и размещался здесь до 1876 года, когда здание было отдано Поливановской гимназии. Для публики музей был открыт 2 декабря 1872 года. В нём читали публичные лекции: А. И. Гольденберг — курс истории геометрии, В. Н. Бензергн — курс гигиены, К. А. Тимирязев — курс физиологии растений, А. А. Колли — лекции по химии, Н. А. Любимов — по физике, Ф. А. Бредихин — по астрономии, В. Я. Цингер — по истории математики и др. В июле-августе 1875 года в помещении музея проходил съезд учителей московской губернии; по утрам здесь работали Высшие женские курсы — см. Райков Б. Е. Русские биологи-эволюционисты до Дарвина. Архивная копия от 22 марта 2017 на Wayback Machine — Т. IV. — М.-Л.: Изд-во Академии наук СССР, 1959. — С. 386—387.